# Jean Becat
Jean Becat ou Joan Becat (nom catalan complet : Joan Becat i Rajaut), né le 20 juin 1941 à Perpignan, est un géographe français des Pyrénées-Orientales.

## Biographie
Il étudie la géographie à l'Université de Montpellier et à celle de Paris. Il est, depuis 1972, professeur de géographie à l'Université de Montpellier. Il travaille avec le CNRS. Il publie de nombreux articles sur la géographie physique et économique de la Catalogne Nord, notamment dans la revue Sant Joan i Barres (ca) et les journaux Avui ou El Punt. Il est le coordinateur pour la Catalogne Nord du deuxième congrès international de la langue catalane (ca) et a participé à l'Université catalane d'été (ca)
Il dirige le Centre de recherche en études catalanes (CREC) rattaché à l'Université de Perpignan. Il est également vice-président de la Federació per a la Defensa de la Llengua i de la Cultura Catalanes (ca) de Catalogne Nord et membre d'Òmnium Cultural.
Il est membre depuis le 15 novembre 1991 de la Section de philosophie et des sciences sociales de l'Institut d'Estudis Catalans.
En 2000, il reçoit la Creu de Sant Jordi.